# أولاد زيان (إقليم برشيد)
أولاد زيان هي قرية وجماعة قروية تقع في إقليم برشيد بجهة الدار البيضاء سطات، المغرب، وبلغ عدد سكانها 17095 نسمة حسب الإحصاء العام للسكان والسكنى لسنة 2014.